# (21271) 1996 RF33
(21271) 1996 RF33 è un asteroide troiano di Giove del campo greco. Scoperto nel 1996, presenta un'orbita caratterizzata da un semiasse maggiore pari a 5,156851 UA e da un'eccentricità di 0,009168, inclinata di 6,685579° rispetto all'eclittica. Ha un diametro di 21,115 km e un'albedo di 0,091.